# Antoine Lévy
Antoine (Acher) Lévy (n.1832 - ?) a fost un rabin, jurnalist,pedagog și germanist evreu francez, care a activat mai mulți ani în România, fiind unul din promotorii spiritului înnoitor în iudaismul din România în a doua jumătate a secolului al XIX-lea.
Antoine Levy a rostit întâia predică în Templul Coral din București și a stat între anii 1867-1869 în fruntea evreilor din București, adunați în Congregația Templului Coral, îndeplinind, în paralel, funcția de director al Școlii israelite, comune comunităților așkenază și spaniolă (sefardă) din capitala României. Mai târziu, în anii 1867-1871 a fost rabin la Iași. Ulterior, întors în Franța, a fost profesor de limba germană la licee din Bordeaux și Paris, a purtat titlul de mare rabin („grand rabbin”) și a predat ca profesor la Seminarul rabinic din Paris.

## Biografie
Antoine Acher Lévy s-a născut în anul 1832 într-o familie de evrei din orașul Lauterbourg din Alsacia și de aceea a fost cunoscut și ca Antoine Lévy Elsass. El și-a început cariera ca profesor la școala evreiască din localitatea natală. Între anii 1857-1873 a trăit mai mult în străinătate, mai ales în Germania, unde a făcut studii rabinice, în continuarea celor de la Seminarul Rabinic din Paris.
 și în România. Mai întâi a lucrat la București ca profesor particular. Apoi, după ce la 6 iulie 1867 a rostit predica inaugurală la Templul Coral din București, Lévy a fost însărcinat cu conducerea serviciului divin la înmormântarea lui Iacob Löbel, unul din fruntașii comunității evreiești.
Între anii 1867-1869 a fost conducătorul congregației Templului Coral din București. Lévy a întemeiat la București două ziare evreiești L'Espérance și Viitorul. În anul 1869 el s-a mutat la Iași, unde a fost angajat ca rabin și predicator la Sinagoga sau Templul Beit Yaakov, numit astfel în cinstea bancherului Jacob de Neuschotz. În 1870, în calitatea sa de rabin șef al comunității moderne (de maskilim) a evreilor din Iași, rabinul Antoine Lévy l-a întâmpinat la Templul Neuschotz pe domnitorul Carol I al României.
Antoine Lévy a fost prieten cu revoluționarul, jurnalistul și activistul francez Armand Lévy. Împreună ei au cutreierat localitățile din România pentru a strânge donații pentru publicațiile evreiești pe care le-au întemeiat în România. În 1873 Antoine Lévy s-a întors în Franța, stabilindu-se temporar la Bordeaux, unde fratele său, Simon Lévy, păstorea ca rabin șef. În anul 1875 Levy a predat limba germană într-un liceu din Bordeaux și în 1877 a absolvit examenul de agregațiune. Ulterior s-a mutat la Paris, unde între anii 1877-1894 a predat germana la Liceul Charlemagne. Având titlul de mare rabin, el a devenit și profesor la Seminarul rabinic din Paris.

## Scrieri
1/în domeniul iudaismului
- Die Exegese bei französischen Israeliten von 10. bis 14. Jahrhundert, Institut zur Förderung der israelitischen Literatur - Schriften, Oscar Leiner, Leipzig,1873 (traducere din franceză - Exegeza la israeliții francezi în secolele al X-lea-al XIV-lea)

2/ în domeniul predării limbii germane: (în editura Le Soudier)
- 1881 Morceaux choisis des philosophes allemands

- 1888 Méthode pratique de langue allemande
- 1891 Grimm, Kinder- und Hausmärchen. Hebel, Das Schatzkästlein. Extraits, avec notices biographiques et annotations
- Langue allemande, auteurs allemands, poésie et prose. Heine. Ausgewählte Werke, Poesie und Prosa, avec notice biographique et annotations par Antoine Lévy